# Heather Graven
Pour les articles homonymes, voir Graven.
Heather Dawn Graven est chargée de cours en physique atmosphérique à l'Imperial College de Londres. Elle crée des modèles mathématiques pour prédire l'impact du changement climatique sur le cycle du carbone.

## Éducation
Graven a obtenu un bachelor en génie chimique du California Institute of Technology en 2001. Elle a remporté la Dean's Cup pour sa contribution à la vie étudiante. Elle a obtenu un doctorat de l'Institut d'océanographie Scripps en 2008. Sa thèse de doctorat, intitulée Advancing the use of radiocarbon in studies of global and regional carbon cycling with high precision measures of 14 C in CO 2 from the Scripps CO 2 Program, a été évaluée par Ralph Keeling (en),.

## Carrière
Graven étudie les émissions de gaz à effet de serre. En 2008, elle a rejoint l'École polytechnique fédérale de Zurich en tant que chercheuse postdoctorale. Elle est retournée à l'Institut d'océanographie Scripps en 2011, recherchant les variations de l'amplitude du CO 2 au cours des saisons. Depuis 2013, elle dirige le groupe de recherche sur le cycle du carbone à l'Imperial College de Londres.
Les recherches de Graven portent sur la mesure du CO 2 et du CH 4 atmosphériques. L'émission de gaz à effet de serre provenant des combustibles fossiles peut compromettre l'efficacité de la datation au radiocarbone. Elle s'intéresse également à l'absorption et au cycle mondiaux du carbone par les plantes, le sol et l'océan. Son équipe utilise des modèles numériques pour prédire l'impact du changement climatique sur le cycle mondial du carbone. Elle est chef de projet sur plusieurs projets financés par la NASA, quantifiant les flux de CO 2 fossiles et biosphériques en Californie,.
Elle a participé à la réunion annuelle 2017 de l'Association américaine pour l'avancement des sciences, débattant des impératifs de la science climatique mondiale. Graven contribue régulièrement à la discussion sur le changement climatique dans les médias,,,,,,.